# Tribromuro di cerio
Il tribromuro di cerio, o bromuro di cerio(III), è un composto inorganico con formula CeBr3. Questo solido igroscopico bianco è interessante come componente dei rivelatori a scintillazione.

## Preparazione e proprietà di base
Il composto è noto almeno dal 1899, quando Muthman e Stützel riportarono la sua preparazione da solfuro di cerio e acido bromidrico gassoso. Le soluzioni acquose di tribromuro di cerio possono essere preparate dalla reazione di Ce2(CO3)3·H2O con acido bromidrico. Il prodotto, CeBr3·H2O può essere disidratato mediante riscaldamento con NH4Br seguito da sublimazione di bromuro d'ammonio (NH4Br) residuo. Il tribromuro di cerio può essere distillato a pressione ridotta (~ 0,1 Pa) in una fiala di quarzo a 875-880 °C. Come il sale correlato cloruro ceroso (CeCl3), il bromuro assorbe l'acqua se esposto all'aria umida. Il composto fonde congruentemente a 722 °C e singoli cristalli ben ordinati possono essere prodotti utilizzando metodi di crescita cristallina standard come il metodo Bridgman o il processo Czochralski.
Il tribromuro di cerio adotta la struttura cristallina esagonale di tipo UCl3 con il gruppo spaziale P63/m. (gruppo nº 176) Gli ioni cerio sono a 9 coordinate e adottano una geometria prismatica trigonale "tricappata". Le lunghezze del legame cerio-bromo sono 3,11 Å e 3,16 Å.

## Applicazioni
I singoli cristalli di bromuro di lantanio drogati con tribromuro di cerio sono noti per esibire proprietà di scintillazione superiori per applicazioni nei rilevatori di sicurezza, nell'imaging a scopo medico e in geofisica.
I singoli cristalli non drogati di tribromuro di cerio si sono dimostrati promettenti come rivelatori a scintillazione a raggi γ nei test di non proliferazione nucleare, nell'imaging medico, nella bonifica ambientale e nell'esplorazione petrolifera.